# Hot Bird 7
Hot Bird 7 – niedoszły satelita telekomunikacyjny z serii Hot Bird, należący do konsorcjum Eutelsat, wystrzelony w celu zastąpienia satelity Hot Bird 3 wystrzelonego w 1997.
Satelita został zbudowany przez firmę Astrium w oparciu o model Eurostar-2000+. Posiadał 40 transponderów pracujących w paśmie Ku. Miał obejmować swym zasięgiem Europę i basen Morza Śródziemnego.
Start satelity nastąpił 11 grudnia 2002 o 22:22 UTC z Gujańskiego Centrum Kosmicznego na pokładzie rakiety Ariane 5 w wersji ECA. Wraz z satelitą został wyniesiony technologiczny satelita Stentor.
Około 3 minuty po starcie wystąpił problem z pracą silnika Vulcain 2, który doprowadził do zejścia rakiety z kursu. Rakieta wraz z ładunkiem została zniszczona zdalnie w 456. sekundzie lotu. Dochodzenie wykazało, iż przyczyną awarii rakiety był problem z systemem chłodzenia silnika, gdzie doszło do rozszczelnienia przewodu chłodzącego w 96. sekundzie lotu, co doprowadziło do przegrzania silnika.